# Hudson Brothers
Les Hudson Brothers est un groupe musical américain formé à Portland, Oregon, composé des frères Bill Hudson, Brett Hudson et Mark Hudson.